# Юскаїл
Юскаї́л (рос. Юскаил) — невелика річка в Ярському районі Удмуртії, Росія, права притока Туму.
Бере початок на Верхньокамській височині, серед тайги. Протікає на південь.